# Anguiculus
Anguiculus – rodzaj węży z podrodziny Colubrinae w obrębie rodziny połozowatych (Colubridae).

## Rozmieszczenie geograficzne
Rodzaj obejmuje gatunki występujące w Azji Południowej (Indie, Nepal i Bhutan).

## Systematyka
Rodzaj zdefiniował w 2024 roku międzynarodowy zespół herpetologów – Indyjczycy Zeeshan Ayaz Mirza, Virender K. Bhardwaj, Saunak Pal, Hmar Tlawmte Lalremsanga i Harshil Patel, Niemiec Gernot Vogel oraz Brytyjczyk Patrick D. Campbell – w artykule zatytułowanym Filogeneza i systematyka rodzajów połozowatych Liopeltis i Gongylosoma (Squamata: Colubridae) oraz opis nowego himalajskiego endemicznego rodzaju i gatunku, opublikowanym w czasopiśmie „Scientific Reports”. Gatunkiem typowym jest (oryginalne oznaczenie) A. dicaprioi.

### Etymologia
Anguiculus: łac. anguiculus ‘mały wąż’, od anguis ‘wąż’; przyrostek zdrabniający -ulus.

### Podział systematyczny
Do rodzaju należą następujące gatunki:
- Anguiculus dicaprioi Mirza, Bhardwaj, Pal, Lalremsanga, Vogel, Campbell & Patel, 2024
- Anguiculus rappii (Günther, 1860)